# Joseph Meck
Joseph Meck   (Burgau, 1690 - Eichstätt, 2 de desembre de 1758) fou un director alemany, compositor i virtuós de violí al servei del príncep-bisbe d'Eichstätt.

## Biografia
Els pares de Joseph Meck eren el teixidor Maximilian Meck i la seva dona Apollonia, que vivien a Knöringen. Molt probablement, Joseph Meck va rebre la seva formació escolar a una escola de liceu jesuïta al sud d'Alemanya, per la qual cosa té sentit pensar especialment en institucions educatives de la Universitat de Dillingen. Probablement es va quedar a Itàlia per estudiar música, de la mateixa manera que va fer possible que el seu fill Johann Philipp Nerius estudiés música a Itàlia el 1747.
La primera època verificable de la seva activitat compositiva és el febrer de 1714, quan va compondre moviments corals de quatre parts per a la comèdia Pileus, escolar del col·legi jesuïta d'Ingolstadt i es coneix com el Musicus Camerae del bisbe Eichstatt. De fet, el jove de 24 anys probablement ja estava exercint les funcions de Mestre de Capella. El titular de la feina a l'"Eichstätter Hof" fou Caspar Prenz (cap al 1634-1717), que, però, havia rebut el suport del seu vice-mestre Anton Deichel des del 1705 a causa de la vellesa. Quan Deichel va morir el 1712, la gestió de la música de cort va passar a Meck. Des de 1712 fins a la seva mort, el 1758, va ser valet i mestre de quadres de quatre prínceps bisbes, va ser succeït per Hiernoymus Mango (1740´1809).
Des del 15 de novembre de 1715, Joseph Meck estava casat amb Margarita Ris. La parella va tenir un total de dotze fills, dels quals Johann Philipp Nerius va trobar feina com a violinista i Maria Anna Clara com a cantant a l'"Eichstätter Hofkapelle".
Les tasques de l'orquestra de la cort d'Eichstätter consistien en tres concerts a la setmana, així com música d'entreteniment per a taules i balls de pista. Si el príncep-bisbe dirigia el servei a Eichstätter Dom, l'orquestra de la cort era responsable del disseny musical. La capella estava formada per quatre a sis nois de capella (soprano, alto), tres solistes vocals i fins a onze instrumentistes (violí, viola, violoncel, contrabaix, violó, clavicèmbal, fagot). Quatre trompetistes i un timpanista van aparèixer en ocasions festives.
S'han conservat la majoria de composicions de Meck, Liturgica i 17 concerts en solitari. Després de la mort de Meck, les seves obres aviat van ser oblidades. Dues transcripcions de concerts per a orgue de Johann Gottfried Walther († 1748) van assegurar que el compositor Joseph Meck es tornés a conèixer al segle xx.

## Obres
Música instrumental
- XII Concerti a Cinque Stromenti, Tre Violini, Alto Viola, Violoncello i Basso per il Cembalo da Gioseppe Meck, Opera Prima Libro Primo, a Amsterdam Chez Jeanne Roger, núm. 486 [1720/21]. Edició: Jos. Meck, 6 Concerti Op. I / 1-6 (Kl.Beckmann, M. Sobel), Arbroath (GB): Prima la Musica 2012 (Concerto F, c, E, C, B, A).
- XII Concerti a Cinque e Sei Stromenti, Tre o Quattro Violini, Viola Alt, Violoncello i Basso per il Cembalo da Gioseppe Meck, Opera Prima Libro Seconda, a Amsterdam Chez Jeanne Roger, núm. 487 [1720/21]. Edició: Jos. Meck, 5 Concerti Op. I / 7-11 (Kl.Beckmann, Br. Clark), Arbroath (GB): Prima la Musica 2012 (Concerto F, g, G, D, d).
- Joseph Meck, 6 concerts de tradició escrita a mà. (Kl.Beckmann, Br. Clark), Arbroath (GB): Prima la Musica 2012 (5 concerts per a violí, cordes, continu G, G, A, A, B - concert per a oboe, cordes, continu F).

Música vocal
- 44 moviments d'himne per quatre parts vocals i baix figurat (canto, alto, tenore, basso con organo).
- Miserere a Canto I, Canto II, Alto, Tenore, Basso; Violí I, Violí II amb Organo.
- Un concursantibus de 4 Vocibus; Violí I, Violí II amb Organo. 1742.
- Pare meu. Canto, Alto, Tenore, Basso; Violí I, Violí II, Violonc., Organo. 1743.
- Vesperae brevis a 4 Voc. di conc .; 2 viol. di conc., 1 viola ad lib., 1 basso viol. amb Organo. 1744.
- Hoch = Feyerlich = Zizimender Freüden = So […] de gloriosa jubilació = Fest Zweyter Primiz en una taula catalogada = música amb quatre veus. 1749. En el 50è aniversari del sacerdoci del príncep-bisbe Johann Anton II von Freyberg. Falta la música (llibre de text digitalitzat)
- Recens electo […] Episcopo Eustettensi devotum, [imprimir] Eichstätt 1757. "perdut".
- 30 Moduli musici (música per a drames de l'escola llatina, probablement moviments cantionals a quatre parts), "perduts".
- Joseph Meck, obres vocals, primera part, cantates per a quartet vocal, 2 violinis, viola, basso continu [offertorium; Pare meu; Vesperae breves; Miserere], ed. de Kl. Beckmann. Röderer, Burgau 2014.
- Joseph Meck, Obres Vocals, Part 2, [44] Arranjament de l'himne per al Quartet Vocal, 2 Violini, Basso continu, ed. de Kl. Beckmann. Röderer, Burgau 2014.